# Hizaki
Hizaki (Hizaki Grace Project) je japonská skupina stylizující se pod Visual kei. Zakladatel této skupiny je Hizaki, japonský umělec a kytarista.
Skupina byla založena v roce 2004 po rozpadu Hizakiho bývalé skupiny Schwardix Marvally. Původní jméno skupiny bylo pouze Hizaki, až v roce 2006 byl změněn název na Hizaki Grace Project – doslova Hizakiho elegantní projekt. Pod tímto názvem je skupina známá mnohem více.

## Členové
Při založení skupiny byla formace následující:
- Zpěvák – Hikaru (bývalý člen skupiny Izabel Varosa)
- Kytarista – Hizaki (bývalý člen skupin Crack brain, Schwardix Marvally, Sulfuric Acid, i jiných – velice málo známých skupin…)
- Baskytarista – Yuu nebo Jasmine you (勇), bývalý člen skupiny 雀羅 (Jakura)

Druhou formaci získala skupina v roce 2006, členové byli:
- Zpěvák – Juka (bývalý člen skupiny Moi dix Mois)
- Kytarista – Hizaki (bývalý člen skupin Garnet Grave, Crack brain, Schwardix Marvally, Sulfuric Acid)
- Kytarista – Teru, bývalý člen skupiny 藍華柳～～ (Aikaryu)
- Baskytarista – Yuu neboli Jasmine you (勇), bývalý člen skupiny 雀羅(Jakura)
- Bicí – Mikage (美景) neboli Bikei, bývalý člen skupiny バビロン (Babylon)

## Tvorba první formace
Při této první formaci vytvořili společně song „Race wish“, který se dostal do alba „Graceful playboys“, jež bylo album několika odlišných skupin dohromady. Také vydali album Unique, které tvořili společně se skupinou Isolation. Do tohoto alba přidali dvě své písně – instrumentální Cradle a song Solitude, jež nazpíval Hikaru.
V září roku 2004 vydali své první album Maiden ritual a dubnu 2005 album Dance with grace

## Tvorba druhé formace
V této druhé sestavě vydali píseň Cradle (kolébka)  v nazpívané podobě a 1. ledna 2007 vydali své první vlastní (v tomto členovém seskupení) album „Dignity of crest“. Dne 9. května 2007 vydali také DVD monshow.
V červenci 2007 oznámil člen Hizaki své místo u skupiny  Versailles -philharmonic quinet-, to znamená, že Hizaki grace project nebyla činná skupina, nicméně v roce 2008 vydali jejich nejznámější alba Ruined Kingdom a Curse of virgo, na kterých se podíleli Juka, Hizaki, Teru, Jasmine you a Bikei.

## Diskografie

### Alba
- Maiden Ritual (29. 9. 2004)
- Dance with grace (27. 4. 2005)
- Dignity of crest (01. 1. 2007)

### EP
- Maiden†Ritual – experiment edition (11. 5. 2005)
- -unique- (split) (9. 8. 2006)
- Ruined Kingdom (single + koncerty) (19. 9. 2007)

### DVD
- Eien no kokuin (17. 2. 2007)
- Monshou (9. 5. 2007)
- Urakizoku (3. 12. 2007)

## Aktuální činnosti skupiny
Skupina je stále činná, a proto je možné, že vydá další album. V momentální době jsou však členové rozmístěni do skupin:
- Jupiter (Hizaki, Teru)
- VII Sense (Bikei, Juka)
- Jasmine you zemřel věku 30 let v roce 2009.